# La Croix-aux-Mines
La Croix-aux-Mines település Franciaországban, Vosges megyében. Lakosainak száma 456 fő (2022. január 1.). La Croix-aux-Mines Mandray, Le Bonhomme, Sainte-Marie-aux-Mines, Ban-de-Laveline, Coinches, Entre-deux-Eaux és Fraize községekkel határos.

## Népesség
A település népességének változása:
| Lakosok száma | 540  | 511  | 518  | 503  | 495  | 486  | 478  | 468  | 456  |
|               | 2013 | 2015 | 2016 | 2017 | 2018 | 2019 | 2020 | 2021 | 2022 |